# بويز بالوت

## حياته

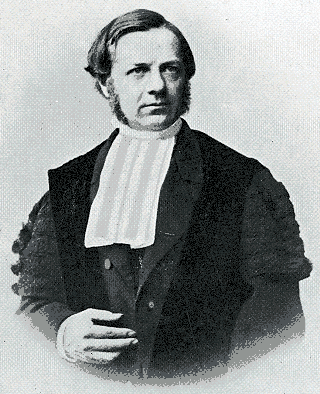
بالوت عام 1857.

ولد بويز بالوت في كلويتينغ, هولندا. أصبح محاضراً في علم المعادن والجيولوجيا في جامعة أوتريخت بعدما حصل على شهادة الدكتوراة عام 1844, ومحاضراً في الكيمياء النظرية عام 1846. وتم تعيينه أستاذاً للرياضيات عام 1867, وأستاذاً في الفيزياء منذ عام 1867 حتى تقاعده.
اختبر بويز بالوت تأثير دوبلر لأمواج الصوت في عام 1845 باستخدام مجموعة من الموسيقيين يعزفون نوتة محددة على متن قطار على خط أوترخت- أمستردام. 
توفي في مدينة أوتريخت الهولندية.

## إنجازاته
عرف بويز بالوت بالإنجازات التي حققها في مجال الأرصاد الجوية، وعلى وجه التحديد تفسيره لاتجاه تدفق الهواء في أنظمة الطقس الكبيرة. بالإضافة إلى أنه قام بتأسيس المعهد الملكي الهولندي للأرصاد الجوية عام 1854، وظل مديراً لها حتى وفاته. وكان من أوائل من رأوا الحاجة إلى التعاون الدولي، وفي عام 1873 أصبح أول رئيس للمنظمة الدولية للأرصاد الجوية.
وضع بويز بالوت قانونا ينص على أنه إذا كان شخص في نصف الأرض الشمالي يقف وظهره للرياح، فإن الضغط الجوي سيكون منخفض إلى يساره ومرتفع إلى يمينه وسميّ بقانون بويز بالوت.
ابتكر بويز بالوت طريقة جدولة لدراسة الدورية في السلاسل الزمنية, وفي عام 1847 استخدم الجدول الذي يسمى باسمه لتحديد دورة دوران الشمس من خلال مراقبة يومية لدرجة الحرارة في هولندا من عام 1729 حتى عام 1846. 
أصبح بويز بالوت عضو في الأكاديمية الملكية الهولندية للفنون والعلوم عام 1855.
من بين طلابه كان الفلكي الهولندي البارز ياكبوس كابتين. 
في عام 1971 تمت تسمية فوهة القمر بويز بالوت على اسمه.

## المؤلفات
- Harold L. Burstyn "Buys Ballot, Christoph Hendrik Diederik" Dictionary of Scientific Biography volume 1, p. 628, New York: Scribners 1973.
- E. van Everdingen C. H. D. Buys Ballot 1817-1890 The Hague 1953.
- O. B. Sheynin On the History of the Statistical Method in Meteorology, Archive for the History of the Exact Sciences, 31, (1984-5) 53-95.
- J. L. Klein Statistical Visions in Time, Cambridge: Cambridge University Press 1997.
- Houdas, Y. (Apr 1991). "[Doppler, Buys-Ballot, Fizeau. Historical note on the discovery of the Doppler's effect]". Annales de cardiologie et d'angéiologie (بالفرنسية). 40 (4): 209–13. PMID:2053764.
- Jonkman، E. J. (1980). "Doppler research in the nineteenth century". Ultrasound in Medicine & Biology. ج. 6 ع. 1: 1–5. DOI:10.1016/0301-5629(80)90056-3. PMID:6989075.

## روابط خارجية
- M. Buys-Ballot, "Note sur le rapport de l'intensite et de la direction du vent avec les ecarts simultanes du barometre", Comptes Rendus, Vol. 45 (1857), pp. 765–768 نسخة محفوظة 12 يونيو 2018 على موقع واي باك مشين..